# Того на Светском првенству у атлетици на отвореном 2017.
Того је на Светском првенству у атлетици на отвореном 2017. одржаном у Лондону од 4. до 13. августа учествовао шеснаести пут, односно учествовао је на свим првенствима до данас. Представљао га је један атлетичар који се такмичио у трци на 200 метара,
На овом првенству Того није освојио ниједну медаљу, нити је оборен неки рекорд.

## Учесници
Мушкарци:
- Фабрис Дабла — 200 м

## Резултати

### Мушкарци
| Атлетичар    | Дисциплина | Лични рекорд | Квалификације | Квалификације | Полуфинале           | Полуфинале           | Финале               | Финале        | Детаљи |
| Атлетичар    | Дисциплина | Лични рекорд | Резултат      | Место         | Резултат             | Место                | Резултат             | Место         | Детаљи |
| ------------ | ---------- | ------------ | ------------- | ------------- | -------------------- | -------------------- | -------------------- | ------------- | ------ |
| Фабрис Дабла | 200 м      | 20,98        | 21,40         | 7. у гр. 6    | Није се квалификовао | Није се квалификовао | Није се квалификовао | 42. / 46 (51) |        |